# Šurjan
Pour l’article homonyme, voir Surjan (Mrkonjić Grad).

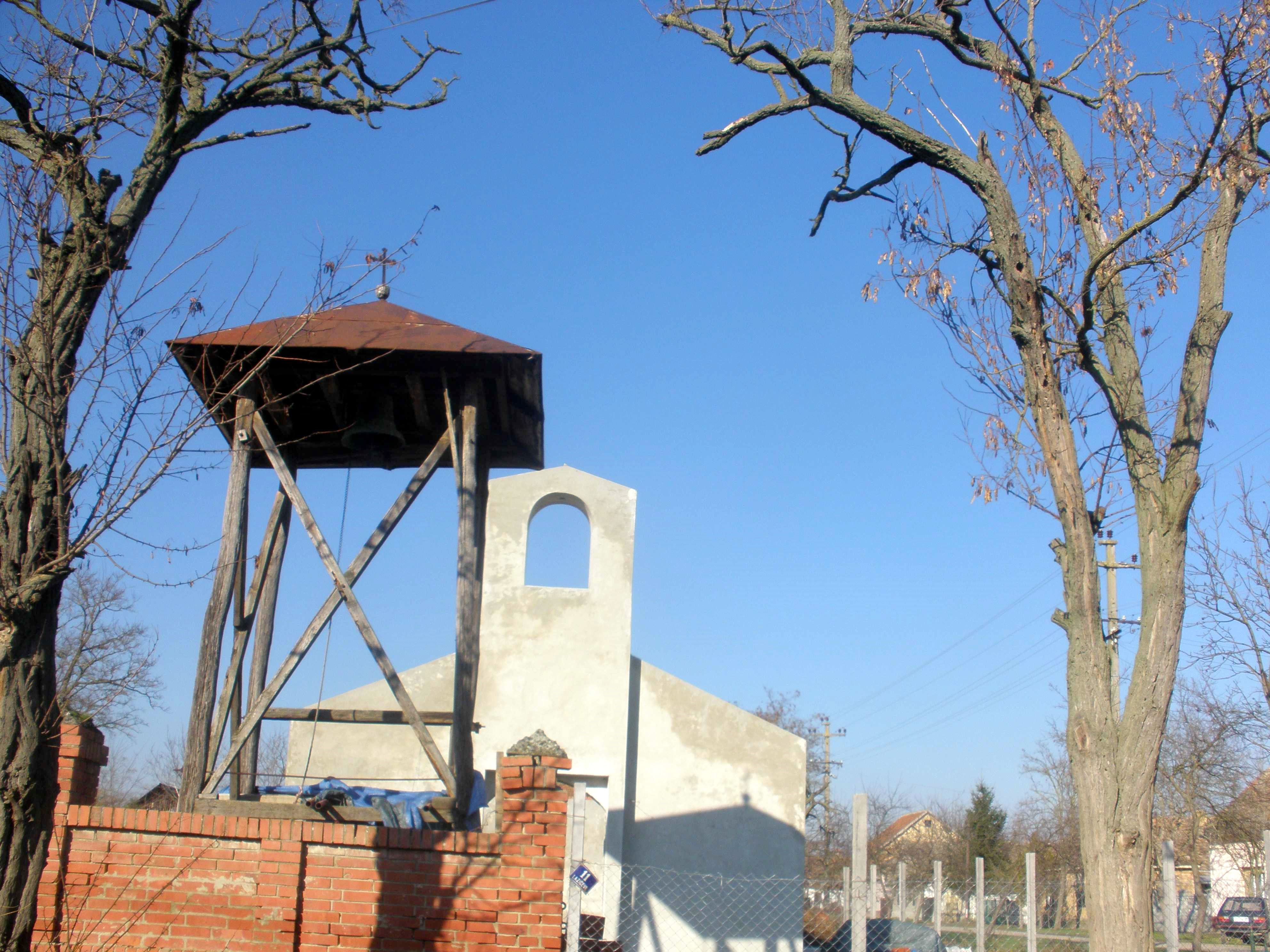
L'église catholique de Šurjan en 2010

Šurjan (en serbe cyrillique : Шурјан ; en hongrois : Surján) est un village de Serbie situé dans la province autonome de Voïvodine. Il fait partie de la municipalité de Sečanj dans le district du Banat central. Au recensement de 2011, il comptait 253 habitants.

## Démographie

### Évolution historique de la population
| 1948 | 1953 | 1961 | 1971 | 1981 | 1991 | 2002 | 2011 |
| ---- | ---- | ---- | ---- | ---- | ---- | ---- | ---- |
| 682  | 807  | 734  | 483  | 406  | 377  | 330  | 253  |

|  |